# FC Șahtior Karagandî
FC Șahtior Karagandî (kazahă:Шахтёр Футбол Клубы) este o echipă de fotbal din Karagandî, Kazahstan, care evoluează în Superliga.

## Titluri
- Prima Ligă Sovietică: Campioni 1962

## FC Shakhter Karagandy în Europa
| Sezon     | Competiție             | Rundă |         | Club        | Scor          |
| --------- | ---------------------- | ----- | ------- | ----------- | ------------- |
| 2006      | Cupa UEFA Intertoto    | 1R    | Belarus | FC MTZ-RIPO | 1-5, 3-1      |
| 2008/09   | Cupa UEFA              | 1Q    | Ungaria | Debrecen    | 1-1, 0-1      |
| 2021/2022 | UEFA Conference League | 2Q    | România | FCSB        | 1-0, 2-1(5-3) |

 Notă: Meciurile de acasă sunt scrise cu bold 

## Conducerea administrativă și sportivă
- Antrenor principal: Vladimir Nikolaevich
- Antrenor secund:  Oleg Kornienko
- Antrenor cu portarii:   Sitai Valery